# Bidenichthys capensis
Bidenichthys capensis är en fiskart som beskrevs av Barnard, 1934. Bidenichthys capensis ingår i släktet Bidenichthys och familjen Bythitidae. Inga underarter finns listade.